# Lambay Castle
Lambay Castle (irisch Caisleán Reachrann) ist eine Burg auf Lambay Island vor der Küste des irischen County Dublin.

## Geschichte
Das kleine Fort aus dem 16. Jahrhundert mit zinnenbewehrten Giebeln enthält möglicherweise ein Blockhaus aus dem 15. Jahrhundert und wurde von Sir Edwin Lutyens im Auftrag von Hon. Cecil Baring, dem späteren 3. Lord Revelstoke, in eine romantische Burg umgebaut. Baring hatte in den USA gearbeitet und sich in die Gattin eines seiner Mitdirektoren verliebt. Diese ließ sich scheiden und heiratete Baring. 1904 kaufte Baring Lambay Island für £ 5250 als Rückzugsort für sich und seine wunderschöne, junge Gattin Maude Louise, geb. Lorillard, die Tochter von Pierre Lorillard, dem ersten US-Amerikaner, der je die Derby Stakes gewonnen hatte. Die Geschichte der ersten Jahre ihres gemeinsamen Lebens auf der Insel inspirierte Julian Slade zu seinem Musical Free as Air.

## Beschreibung
Lutyens machte das alte Fort bewohnbar und baute ein Geviert mit Küchen, Bädern und zusätzlichen Schlafräumen an, das mit grauen, holländischen Hohlpfannen gedeckt ist. Die Dächer schwingen sich fast bis zum Erdboden herunter. Er baute auch eine runde Kurtine oder Ringmauer, die die Burg und ihren Garten umgibt und eine beeindruckende, mit Bastionen versehene Toreinfahrt hat. Diese Mauer dient dem Windschutz, sodass innerhalb Bäume und andere Pflanzen wachsen können, die draußen nicht wachsen würden. Alles ist in silbergrauem Stein gehalten. Die Räume der Burg haben gewölbte Decken und offene Kamine aus Stein. Es gibt eine steinerne Treppe mit vielen Biegungen und eine unterirdische Galerie in dem neuen Geviert, die von Piranesi erdacht worden sein könnte. Laut den Aufzeichnungen der Revelstokes schrieb Michael Powell hier 1947 auch sein Bühnenstück Die schwarze Narzisse.

### Auffahrt
Lutyens entwarf auch den Weg vom Hafen herauf zur Burg mit geschwungenen, stufenartigen Terrassen als Reminiszenz an den verschwundenen Porto di Ripetta in Rom und eine Reihe von Ellipsen, weil Kreise immer schon ein Symbol für Willkommen und auch für Ganzheit waren. Charakteristischerweise muss man, wenn man diese barocken Stufen heraufgestiegen ist, ein offenes Feld überqueren, um an die Kurtine zu kommen; die Toreinfahrt ist zunächst nicht zu sehen, obwohl sich ein Gefühl der Erwartung einstellt.

### White House
In der Nähe des Hafens befindet sich das White House, ein im Großen und Ganzen hufeisenförmiges Haus mit hohen Dächern und geweißten Wänden, das Lutyens in den 1930er-Jahren für Lord Revelstokes Töchter Daphne und Calypso und ihre Familien entwarf, während die Burg und die Insel dem einzigen Sohn des Lords, Rupert Baring, überlassen wurde.

### Kapelle
Auf einer kleinen Klippe in der Nähe des White House liegt eine alte, katholische Kapelle mit einem Portikus mit spitz zulaufenden Steinsäulen (auch von Lutyens angefügt) und einer Decke mit Tonnengewölbe. Drinnen befinden sich verschiedene religiöse Symbole und Artefakte die von Familienmitgliedern geschaffen wurden, z. B. ein kleines Buntglasfenster.